# Strašov

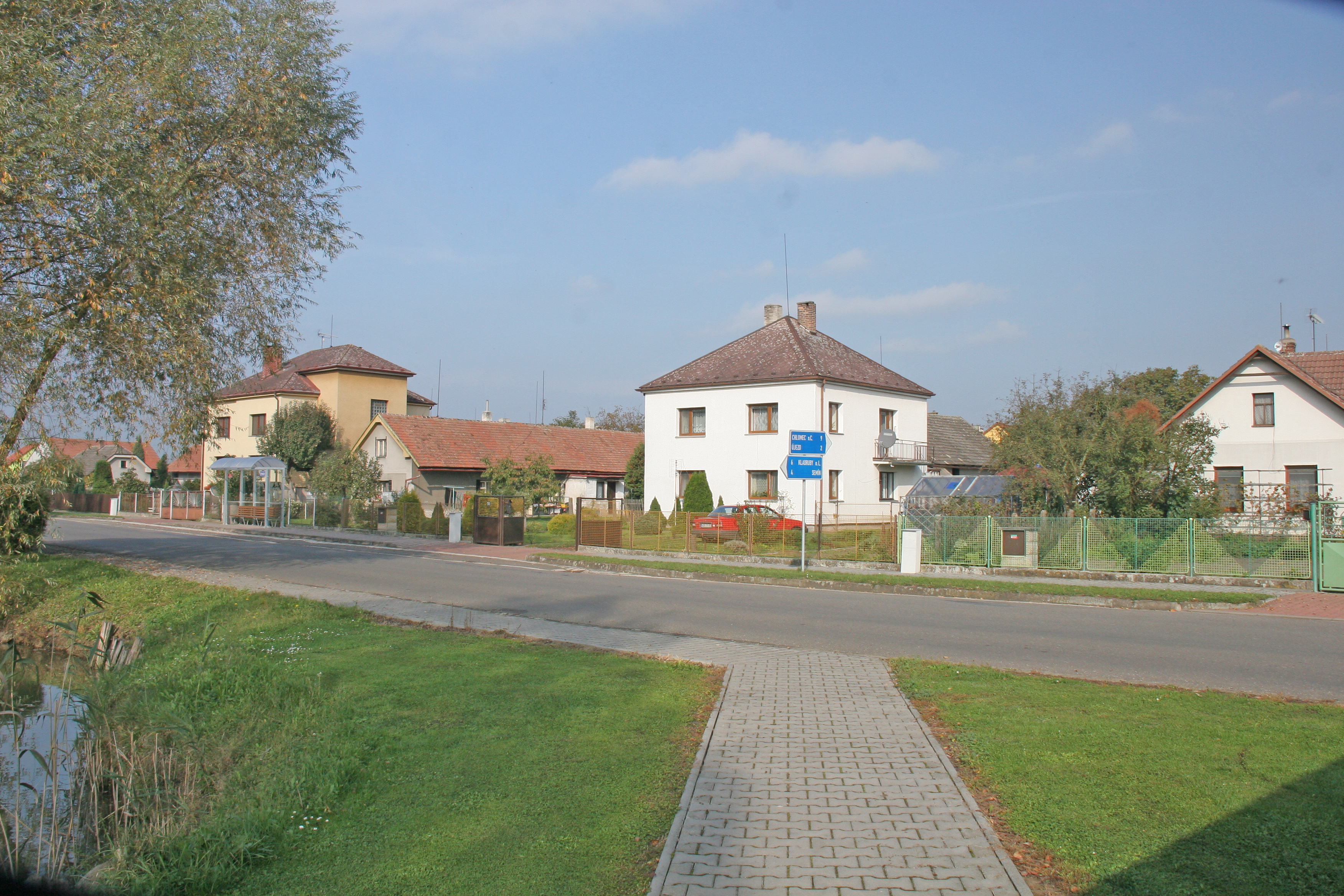
Dorfstraße

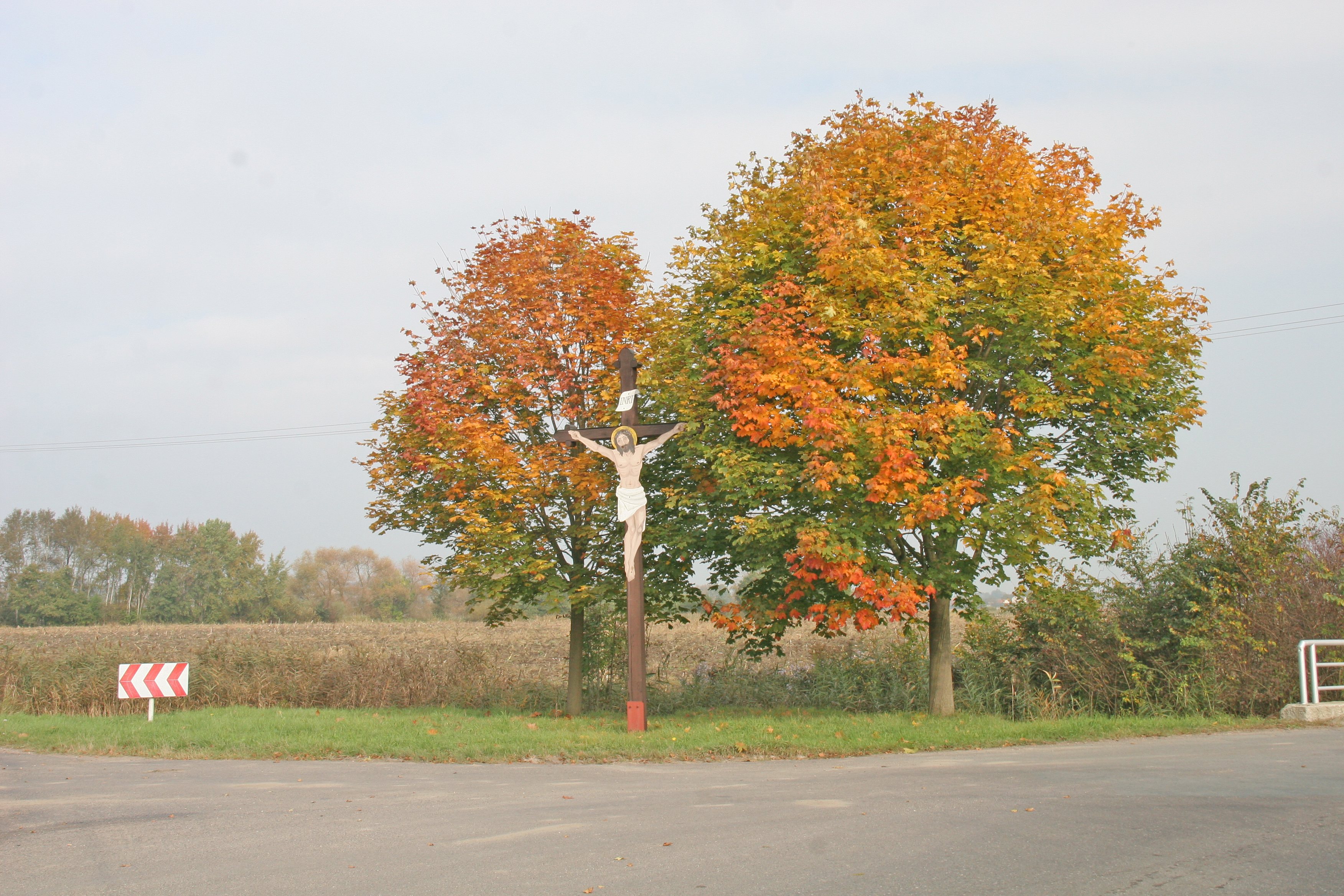
Holzkreuz am nördlichen Ortsausgang

Strašov (deutsch Straschow) ist eine Gemeinde in Tschechien. Sie liegt sechs Kilometer nordwestlich von Přelouč und gehört zum Okres Pardubice.

## Geographie
Strašov befindet sich linksseitig des Baches Strašovský potok in der Středolabské tabule (Tafelland an der mittleren Elbe). Nordwestlich des Dorfes erstreckt sich der Teich Strašovský rybník (Straschower Teich); östlich liegt der Sopřečský rybník. Im Nordosten erhebt sich die Sušina (259 m n.m.), südwestlich die Lhotka (225 m n.m.). Gegen Süden erstreckt sich ein ausgedehntes Waldgebiet.
Nachbarorte sind Přepychy und Vápno im Norden, U Aničky, Žáravice und Sopřeč im Nordosten, Vlčí Habřina und Přelovice im Osten, Nerad, Výrov, Břehy und Přelouč im Südosten, Semín und Semínská Vrata im Süden, Kladruby nad Labem, Chaloupky und Hlavečník im Südwesten, Kolesa und Komárov im Westen sowie Bukovina und Újezd u Přelouče im Nordwesten.

## Geschichte
Strašov gehörte zu Beginn des 14. Jahrhunderts zu den Gütern der Burg Hradišťko. Die erste schriftliche Erwähnung des Dorfes erfolgte im Jahre 1337, als die Herrschaft nach dem Tod des Dětoch von Třebelovice, genannt von Žiželice, Peter von Rosenberg zufiel, wogegen Mikeš genannt Pískle Protest einlegte. 1420 verkaufte Ulrich von Rosenberg Herrschaft Hradišťko-Žiželice an König Sigismund. Nachfolgende Besitzer der Herrschaft waren Heinrich von Wartenberg, die Grafen von Waldstein, ab 1517 Zdeniek Lev von Rosental und danach Wilhelm Kostka von Postupitz, der sie 1521 zusammen mit der Herrschaft Chlumetz an Vojtěch von Pernstein verkaufte. Die älteste schriftliche Nachricht über den Straschower Teich stammt von 1517. Johann von Pernstein, der die Herrschaften 1533 erworben hatte, veräußerte sie an König Ferdinand I., der sie 1547 zu einer Kammerherrschaft Chlumetz vereinigte. Im Jahre 1577 erhielt Johann von Wchinitz die Herrschaft als Pfand. König Matthias überschrieb 1611 die Kammerherrschaft Chlumetz für treue Dienste bei der Erlangung der Böhmischen Krone an Wenzel Graf Kinsky von Wchinitz und Tettau. Nachdem dieser 1620 in die Chlumetzer Pfarrkirche St. Ursula einfiel, um hussitische Gottesdienste zu unterbinden, brach in der Gegend ein Aufstand aus. Im Jahre 1775 kam es in der Herrschaft Chlumetz zu einem großen Bauernaufstand.
Im Jahre 1833 bestand das im Bidschower Kreis gelegene Dorf Straschow bzw. Strassow aus 40 Häusern, in denen 338 Personen lebten. Im Ort gab es ein Wirtshaus und ein Försterhaus. Zu Straschow konskribiert war der einschichtige Meierhof Bukowin bzw. Bukowina. Pfarrort war Wapno. Bis zur Mitte des 19. Jahrhunderts blieb Straschow der Fideikommissherrschaft Chlumetz untertänig.
Nach der Aufhebung der Patrimonialherrschaften bildete Strašov ab 1849 eine Gemeinde im Gerichtsbezirk Chlumetz. Ab 1868 gehörte das Dorf zum Bezirk Neubydžow. 1869 hatte Strašov 360 Einwohner und bestand aus 51 Häusern. 1897 erfolgte die Gründung der Freiwilligen Feuerwehr. Im Jahre 1900 lebten in Strašov 462 Menschen, 1910 waren es 454. 1930 hatte Strašov 388 Einwohner und bestand aus 84 Häusern. Nach dem Zweiten Weltkrieg wurde der Großgrundbesitz der Grafen Kinsky enteignet. Im Jahre 1949 wurde die Gemeinde dem Okres Přelouč zugeordnet, seit 1960 gehört Strašov zum Okres Pardubice. Beim Zensus von 2001 lebten in den 89 Häusern der Gemeinde 290 Personen.

## Gemeindegliederung
Für die Gemeinde Strašov sind keine Ortsteile ausgewiesen. Zu Strašov gehört die Einschicht Bukovina (Bukowin).

## Sehenswürdigkeiten
- Holzkreuz mit bemalter Darstellung des Gekreuzigten, an der Straßengabelung am nördlichen Ortsausgang
- Steinernes Kreuz mit Relief der Jungfrau Maria im Ortszentrum, geschaffen 1881
- Stählerner Glockenbaum
- Gedenkstein für die Gefallenen des Ersten Weltkrieges